# مؤسسة تعزيز الصحة الفيكتورية
مؤسسة تعزيز الصحة الفيكتورية هي وكالة قانونية في الولاية الأسترالية فيكتوريا، والتي يتم تمويلها أساسًا بواسطة الضرائب المرهونة التي فرضها قانون التبغ الفيكتوري لعام 1987. وبذلك تكون أول هيئة تعزيز للصحة بالعالم يتم تمويلها من أموال الضرائب المفروضة على التبغ.

تلتزم المنظمة، المعروفة باسم«الصحة الفيكتورية» بتعزيز الصحة الجيدة لكل الفيكتوريين. ومع التركيز على تعزيز الصحة والوقاية الأولية من الأمراض غير السارية، فهي تتزعم وتناصر التميز في سياسات تعزيز الصحة وبرامجها. تشمل أنشطة منظمة الصحة الفيكتورية التمويل بالمنح الصغيرة للمشروعات المجتمعية وكذلك التمويل طويل الأجل بعدة ملايين من الدولارات للبرامج مثل كويت. كما تستثمر منظمة الصحة الفيكتورية بكثافة في أبحاث الصحة العامة.

## الأهداف
تشمل أهداف منظمة الصحة الفيكتورية كما نص عليها قانون التبغ لعام 1987 ما يلي::
- تمويل الأنشطة المرتبطة بتعزيز الصحة الجيدة أو السلامة أو الوقاية من الأمراض؛
- زيادة الوعي ببرامج تعزيز الصحة الجيدة في المجتمع من خلال رعاية الرياضة والفنون والثقافة الشعبية؛
- تشجيع أنماط الحياة الصحية في المجتمع ودعم الأنشطة التي تنطوي على المشاركة في الممارسات الصحية؛ و
- تمويل أنشطة البحث والتطوير الداعمة لهذه الأنشطة.

## البنية
منظمة الصحة الفيكتورية لها مجلس إدارة هو المسؤول أمام وزير الصحة الفيكتوري. الرئيس التنفيذي الحالي هو جيريل ريختر. كان رؤساؤها التنفيذيون السابقون هم تود هاربر، الرئيس التنفيذي الحالي لمجلس فيكتوريا للسرطان؛ وروب موودي، أستاذ الصحة العالمية في معهد نوسال للصحة العالمية؛ جامعة ملبورن؛ وروندا جالبالي، الرئيس التنفيذي الحالي لشركة موارد القطاع المجتمعي الأسترالية مجتمعنا. السيد جوستاف نوسال هو من ترأس أول مجلس لمنظمة الصحة الفيكتورية، تلاه الأستاذ جون فاندر. الرئيس الحالي لمنظمة الصحة الفيكتورية هو مارك بيريل.

## وصلات خارجية
- VicHealth Website

‌